# HIP 13044 b

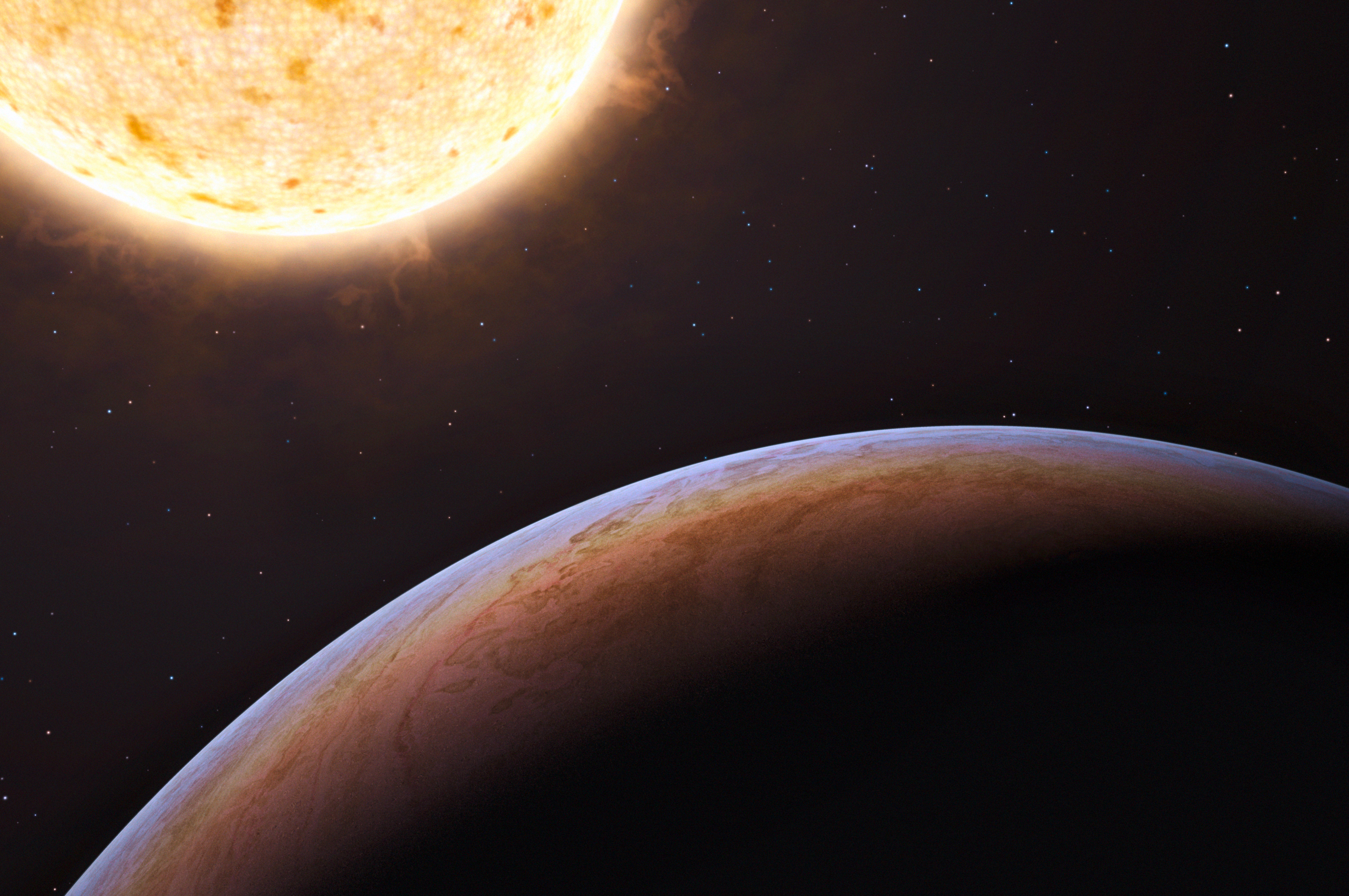
Планета HIP 13044 b в уявленні художника

HIP 13044 b — позагалактична екзопланета, була знайдена 18 листопада 2010 року в подвійній зоряній системі HIP 13044. Зоря HIP 13044 народилася в іншій галактиці, стала частиною системи Чумацького шляху, коли (близько 6–9 млрд років тому) була поглинена її «батьківщина» (пізніше з її рештків сформувався потік Хелмі).

## Відкриття
Планета була виявлена за допомогою спектрографа FEROS у розташований на чилійській горі Ла Сілья Європейській південній обсерваторії з використанням методу радіальної швидкості.
Перші спостереження за зорею HIP 13044 виявили дуже регулярну коротко-періодичну зміну світлового спектра зорі. Це, як правило, свідчить про транзит планети, яка рухається з великою швидкістю на близькій орбіті навколо материнської зорі. Подальші спостереження виявили коливання орбіти самої зорі: це свідчить про те, що виявлена екзопланета є об'єктом, що розміром і масою може перевершувати Юпітер. Існування планети HIP 13044 b було офіційно підтверджено 18 листопада 2010 року.

## Властивості
Планета HIP 13044 b належить до так званих гарячих юпітерів. Маса планети оцінюється в 1,25 маси Юпітера. Орбіта HIP 13044 b пролягає завдальшки 0,116 а. о. (для порівняння: орбіта Меркурія 0,387 а. о., тобто знахідка втричі ближча за Меркурій до свого світила). Тривалість одного повного оберту навколо материнської зорі HIP 13044 становить 16,2 дні. Планета HIP 13044 b має великий ексцентриситет орбіти — 0,25, а отже, її орбіта має яскраво виражену еліптичну форму (така орбіта більш характерна для комет та астероїдів). Саме тому вважається, що HIP 13044 b раніше перебувала на віддаленішій орбіті, ніж зараз. Теперішня «екстремальна» відстань HIP 13044 b пояснюється збільшенням діаметра зорі HIP 13044 за рахунок зіркової еволюції, або через зовнішнє гравітаційне втручання іншого космічного об'єкта.